# Kim Fields
 (septembre 2022).
Pour les articles homonymes, voir Kim et Fields.
Kim Fields est une actrice, réalisatrice, productrice et scénariste américaine née le 12 mai 1969 à New York.

## Filmographie

### Comme actrice

#### Cinéma
- 1999 : An Invited Guest : Mecca
- 2000 : Glow : Miss Downey
- 2001 : Me & Mrs. Jones : Desiree
- 2008 : La venganza de la vampira : Bomba
- 2011 : Chéri, j'ai agrandi le chien (Monster Mutt) : Valerie Williams
- 2012 : Ce qui vous attend si vous attendez un enfant (What to Expect When You're Expecting) : Nora
- 2017 : A Question of Faith : Theresa Newman
- 2018 : Merry Wish-Mas : Celine
- 2021 : Adventures in Christmasing : Parker Baldwin
- 2024 : The Gutter : Vicki

#### Téléfilms
- 1977 : Have I Got a Christmas for You : Sharon Hayes
- 1980 : Retour à zéro (The Comeback Kid) : Molly
- 1980 : Les Enfants du divorce (Children of Divorce : Denise Williams
- 1982 : Un vrai petit ange (The Kid with the Broken Halo) : Teri Desautel
- 1982 : The Facts of Life Goes to Paris : Dorothy 'Tootie' Ramsey
- 1987 : The Facts of Life Down Under : Dorothy 'Tootie' Ramsey
- 2000 : Hidden Blessings : Carrie McNichols
- 2001 : The Facts of Life Reunion : Dorothy 'Tootie' Ramsey
- 2012 : A Cross to Bear : Joan
- 2014 : Amour toujours (For Better or for Worse) : Roseanne
- 2017 : Un Noël en cadeau (Wrapped Up in Christmas) : Courtney Widmore
- 2019 : You Light Up My Christmas : Emma Simmons

#### Séries télévisés
- 1977-1978 : Baby... I'm Back : Angie Ellis (13 épisodes)
- 1978-1979 : Good Times : Kim (saison 6, épisodes 11 et 20)
- 1979 : Racines 2 : Les nouvelles générations (Roots: The Next Generations) : Lydia Haley (1 épisode)
- 1979 : Mork & Mindy : Pattie (saison 2, épisode 9)
- 1979-1981 : Arnold et Willy (Diff'rent Strokes) : Dorothy 'Tootie' Ramsey (5 épisodes)
- 1979-1988 : Drôle de vie (The Facts of Life) : Dorothy 'Tootie' Ramsey
- 1980 : The Righteous Apples : LaShawn (épisode 7)
- 1984 : Pryor's Place : Rita (épisode 11)
- 1988 : 227 : Donna Dalton (saison 3, épisode 17)
- 1992 : The Golden Palace : Trisha (épisode 6)
- 1992 : Martin : Monica Hurd (saison 1, épisode 13)
- 1993 : Roc : Ruth (saison 2, épisode 15)
- 1993-1995 : Le Prince de Bel-Air : Monique (saison 3 épisode 17) / elle-même (saison 5, épisode 25)
- 1993-1998 : Living Single : Regine Hunter
- 1995 : The Crew : Regine Hunter (épisode 12)
- 1996 : C-Bear and Jamal : Maya (voix)
- 1997-1999 : Kenan & Kel : Mlle Horn (2 épisodes)
- 1998 : Love Therapy (Cupid) : Theresa (épisode 10)
- 2000 : La Vie avant tout (Strong Medicine) : Lottie (saison 1, épisode 14)
- 2001 : Le Drew Carey Show (The Drew Carey Show) : le double de Kate (saison 6, épisode 21)
- 2001 : Steve Harvey Show : Chloe (saison 6, épisode 7)
- 2003 : Miss Match : Sherri (épisode 18)
- 2004 : Division d'élite (The Division) : principale Ogden (saison 4, épisodes 21 et 22)
- 2004 : One on One : Ms. Swain (2 épisodes)
- 2005 : Mon comeback : elle-même (saison 1, épisode 1)
- 2006 : Eve : Rochelle (saison 3, épisode 12)
- 2008 : The Cleaner : Carla Anders (saison 1, épisode 13)
- 2010 : Meet the Browns : elle-même (saison 4, épisode 15)
- 2017 : Living the Dream : Rhoda (saison 1)
- 2019 : Cobra Kai : Sandra (saison 2, épisode 4)
- 2020 : Insecure : Mabel (saison 4, épisode 7)
- depuis 2021 : La Famille Upshaw : Regina Upshaw

### Comme réalisatrice
- 1994 : Silent Bomb
- 2002 : Teen Talk (série télévisée)

### Comme productrice
- 2002 : Teen Talk (série télévisée)
- 2004 : Tall, Dark & Handsome
- 2006 : A Royal Birthday (feuilleton TV)

### Comme scénariste
- 2004 : Tall, Dark & Handsome
- 2006 : A Royal Birthday (feuilleton TV)

## Voix françaises
- Annie Milon dans :
  - Un Noël en cadeau (téléfilm)
  - La Famille Upshaw (série télévisée)
- Séverine Morisot dans Un vrai petit ange (téléfilm)
- Béatrice Bruno dans Drôle de vie (série télévisée, 1ère voix)
- Dorothée Jemma dans Drôle de vie (série télévisée, 2ème voix)
- Anne Mathot dans Ce qui vous attend si vous attendez un enfant